# Lodovico Bianchini
Pour les articles homonymes, voir Bianchini.
Lodovico Bianchini (Naples, 11 août 1803 – 10 juin 1871) est un économiste, historien, homme politique et avocat italien. 

## Biographie
Ferdinand II lui confie, après les soulèvements de 1837, une mission en Sicile. Il reste sur l'île jusqu'à la Révolution sicilienne de 1848. 
Chargé de contrôler les décisions du lieutenant général de Sicile et les actions des fonctionnaires pour le compte du Roi, il effectue des « inspections oculaires » dans les provinces de l'île et doit encourager la réalisation du cadastre. De son séjour de près de 10 ans, il tire un journal de voyage, et publie à Palerme, en 1841, une Histoire économique et sociale de la Sicile. Il y décrit le sous-développement économique de la Sicile et la corruption du système administrativo-politique. Jugeant responsables les grands propriétaires fonciers, freins au développement des activités industrielles et commerciales, au mépris de l’intérêt général, Bianchini plaide pour un centralisme plus fort, tout en prônant un allègement des règlementations, un partage des terres, une réforme du crédit, la modernisation des techniques agronomiques, la relance des industries manufacturières et du commerce. 
De retour à Naples, il prend d'importantes fonctions au Ministère des finances puis est nommé Ministre de l'Intérieur.
En 1859, il est nommé à la chaire de Commerce et d’économie politique de l’Université de Naples.